# Пјањо (Сондрио)
Пјањо је насеље у Италији у округу Сондрио, региону Ломбардија.
Према процени из 2011. у насељу је живело 252 становника. Насеље се налази на надморској висини од 217 м.